# Grandeur de réaction
En thermochimie, une grandeur de réaction quantifie l'évolution d'une grandeur extensive d'un milieu réactionnel en fonction de l'avancement de la réaction chimique.
Pour une grandeur extensive {\displaystyle X} donnée, la grandeur de réaction correspondante {\displaystyle \Delta _{\mathrm {r} }X} est la dérivée partielle de {\displaystyle X} par rapport à l'avancement de réaction {\displaystyle \xi }, à pression {\displaystyle P} et température {\displaystyle T} constantes :
| Grandeur de réaction : {\displaystyle \Delta _{\mathrm {r} }X=\left({\frac {\partial X}{\partial \xi }}\right)_{P,T}} |

Cet article traite également des grandeurs standard de réaction {\displaystyle \Delta _{\mathrm {r} }X^{\circ }}.

## Définitions

### Expressions
Soit un mélange réactionnel contenant {\displaystyle N} constituants {\displaystyle {\rm {C}}_{i}}. La réaction qui se déroule au sein de ce mélange est écrite selon la convention stœchiométrique sous la forme :
en attribuant une valeur négative aux nombres stœchiométriques des réactifs, et positive à ceux des produits :
- {\displaystyle \nu _{i}<0} pour un réactif ;
- {\displaystyle \nu _{i}>0} pour un produit ;
- {\displaystyle \nu _{i}=0} pour un inerte.

Les grandeurs de réaction et grandeurs standard de réaction sont souvent notées au moyen de l’opérateur de Lewis {\displaystyle \Delta _{\mathrm {r} }} :
{\displaystyle \Delta _{\mathrm {r} }=\left({\frac {\partial }{\partial \xi }}\right)_{P,T}}
Une grandeur de réaction {\displaystyle \Delta _{\mathrm {r} }X} est définie par :
| Grandeur de réaction : {\displaystyle \Delta _{\mathrm {r} }X=\left({\frac {\partial X}{\partial \xi }}\right)_{P,T}=\sum _{i=1}^{N}\nu _{i}{\bar {X}}_{i}} |

avec :
- {\displaystyle {\bar {X}}_{i}} la grandeur molaire partielle du constituant {\displaystyle i} dans le milieu réactionnel ;
- {\displaystyle X} une grandeur extensive totale du milieu ;
- {\displaystyle \nu _{i}} le nombre stœchiométrique (ou coefficient stœchiométrique) du constituant {\displaystyle i} dans l'équation de la réaction ;
- {\displaystyle \xi } l'avancement de réaction.

Une grandeur standard de réaction {\displaystyle \Delta _{\mathrm {r} }X^{\circ }} est définie en fonction des grandeurs molaires des différents constituants dans leur état standard :
| Grandeur de réaction standard : {\displaystyle \Delta _{\mathrm {r} }X^{\circ }=\sum _{i=1}^{N}\nu _{i}{\bar {X}}_{i}^{\circ }} |

avec {\displaystyle {\bar {X}}_{i}^{\circ }} la grandeur molaire du constituant {\displaystyle i} dans son état standard à la même température que le mélange réactionnel (la pression de l'état standard peut être différente de la pression réelle, de même que la phase et la composition).
La dimension d'une grandeur de réaction ou d'une grandeur standard de réaction est celle d'une grandeur molaire, par exemple :
- l'enthalpie {\displaystyle H} est exprimée en joules (J), l'enthalpie de réaction {\displaystyle \Delta _{\mathrm {r} }H} et l'enthalpie standard de réaction {\displaystyle \Delta _{\mathrm {r} }H^{\circ }} en joules par mole (J/mol) ;
- l'entropie {\displaystyle S} est exprimée en joules par kelvin (J/K), l'entropie de réaction {\displaystyle \Delta _{\mathrm {r} }S} et l'entropie standard de réaction {\displaystyle \Delta _{\mathrm {r} }S^{\circ }} en joules par kelvin mole (J K−1 mol−1) ;
- le volume {\displaystyle V} est exprimé en mètres cubes (m3), le volume de réaction {\displaystyle \Delta _{\mathrm {r} }V} et le volume standard de réaction {\displaystyle \Delta _{\mathrm {r} }V^{\circ }} en mètres cubes par mole (m3/mol).

### Démonstration
La variation élémentaire de l'avancement de réaction {\displaystyle \xi } de la réaction est définie par :
{\displaystyle \mathrm {d} \xi ={\frac {\mathrm {d} n_{i}}{\nu _{i}}}} pour tout {\displaystyle i\in [1,\cdots ,N]}
ce qui permet d'écrire pour chaque constituant {\displaystyle i} :
{\displaystyle \nu _{i}\,\mathrm {d} \xi =\,\mathrm {d} n_{i}}
Il est possible d'écrire la différentielle de toute grandeur extensive {\displaystyle X} sous la forme :
{\displaystyle \mathrm {d} X=\left({\frac {\partial X}{\partial P}}\right)_{T,n}\,\mathrm {d} P+\left({\frac {\partial X}{\partial T}}\right)_{P,n}\,\mathrm {d} T+\sum _{i=1}^{N}\left({\frac {\partial X}{\partial n_{i}}}\right)_{P,T,n_{j\neq i}}\,\mathrm {d} n_{i}}
même si les variables pression {\displaystyle P} et température {\displaystyle T} ne sont pas les variables naturelles de la grandeur {\displaystyle X}.
Les grandeurs molaires partielles seront par la suite notées plus simplement selon :
{\displaystyle {\bar {X}}_{i}=\left({\frac {\partial X}{\partial n_{i}}}\right)_{P,T,n_{j\neq i}}}
Le dernier terme de la différentielle d'{\displaystyle X} peut être réécrit selon :
{\displaystyle \sum _{i=1}^{N}\left({\frac {\partial X}{\partial n_{i}}}\right)_{P,T,n_{j\neq i}}\,\mathrm {d} n_{i}=\sum _{i=1}^{N}{\bar {X}}_{i}\,\mathrm {d} n_{i}=\sum _{i=1}^{N}{\bar {X}}_{i}\left(\nu _{i}\,\mathrm {d} \xi \right)=\left(\sum _{i=1}^{N}{\bar {X}}_{i}\nu _{i}\right)\,\mathrm {d} \xi }
Nous avons donc établi une nouvelle expression de la différentielle :
{\displaystyle \mathrm {d} X=\left({\frac {\partial X}{\partial P}}\right)_{T,\xi }\,\mathrm {d} P+\left({\frac {\partial X}{\partial T}}\right)_{P,\xi }\,\mathrm {d} T+\left(\sum _{i=1}^{N}\nu _{i}{\bar {X}}_{i}\right)\,\mathrm {d} \xi }
{\displaystyle =\left({\frac {\partial X}{\partial P}}\right)_{T,\xi }\,\mathrm {d} P+\left({\frac {\partial X}{\partial T}}\right)_{P,\xi }\,\mathrm {d} T+\left({\frac {\partial X}{\partial \xi }}\right)_{P,T}\,\mathrm {d} \xi }
d'où la relation définissant la grandeur de réaction :
| {\displaystyle \Delta _{\mathrm {r} }X=\left({\frac {\partial X}{\partial \xi }}\right)_{P,T}=\sum _{i=1}^{N}\nu _{i}{\bar {X}}_{i}} |

### Dépendance à l'écriture de la réaction
Puisque les nombres stœchiométriques entrent dans l'expression des grandeurs de réaction et des grandeurs standard de réaction, celles-ci dépendent de la façon dont la réaction est écrite. Par exemple, si l'on écrit l'équilibre du dioxyde et du trioxyde de soufre en présence d'oxygène :
{\displaystyle {\rm {2\,SO_{2}(g)+1\,O_{2}(g)\rightleftarrows 2\,SO_{3}(g)}}}
on a une première expression de l'enthalpie libre de réaction avec les potentiels chimiques, qui sont égaux aux enthalpies molaires partielles {\displaystyle \,\mu _{i}={\bar {G}}_{i}} :
{\displaystyle \Delta _{\mathrm {r} }G_{1}=-2\,\mu {\rm {{_{SO_{2}}^{g}}-1\,\mu {\rm {{_{O_{2}}^{g}}+2\,\mu {\rm {_{SO_{3}}^{g}}}}}}}}
Si l'on inverse l'écriture de la réaction :
{\displaystyle {\rm {2\,SO_{3}(g)\rightleftarrows 2\,SO_{2}(g)+1\,O_{2}(g)}}}
on a une deuxième  expression de l'enthalpie libre de réaction :
{\displaystyle \Delta _{\mathrm {r} }G_{2}=-2\,\mu {\rm {{_{SO_{3}}^{g}}+2\,\mu {\rm {{_{SO_{2}}^{g}}+1\,\mu {\rm {_{O_{2}}^{g}}}}}}}}
Et si l'on écrit la réaction d'une troisième façon, en divisant par deux les nombres stœchiométriques de la première écriture :
{\displaystyle {\rm {1\,SO_{2}(g)+{1 \over 2}\,O_{2}(g)\rightleftarrows 1\,SO_{3}(g)}}}
on a une troisième expression de l'enthalpie libre de réaction :
{\displaystyle \Delta _{\mathrm {r} }G_{3}=-1\,\mu {\rm {{_{SO_{2}}^{g}}-{1 \over 2}\,\mu {\rm {{_{O_{2}}^{g}}+1\,\mu {\rm {_{SO_{3}}^{g}}}}}}}}
On a donc, selon la façon d'écrire la réaction :
Il est donc nécessaire, pour utiliser une grandeur de réaction, de connaitre la façon dont la réaction a été écrite.

## Applications

### Équilibre chimique
La différentielle de toute grandeur extensive {\displaystyle X} peut s'écrire de façon générale :
{\displaystyle \mathrm {d} X=\left({\frac {\partial X}{\partial P}}\right)_{T,\xi }\,\mathrm {d} P+\left({\frac {\partial X}{\partial T}}\right)_{P,\xi }\,\mathrm {d} T+\Delta _{\mathrm {r} }X\,\mathrm {d} \xi }
À pression et température constantes, la différentielle se réduit à :
{\displaystyle \mathrm {d} X=\Delta _{\mathrm {r} }X\,\mathrm {d} \xi }
Appliquée à l'enthalpie libre {\displaystyle G}, cette formule est particulièrement utile dans l'étude de l'évolution des équilibres chimiques, étant donné que le deuxième principe de la thermodynamique implique que pour une réaction chimique effectuée à {\displaystyle P} et {\displaystyle T} constantes la fonction enthalpie libre {\displaystyle G} ne peut que décroître :
Critère d'évolution de tout système chimique à {\displaystyle P} et {\displaystyle T} constantes : {\displaystyle \mathrm {d} G=\Delta _{\mathrm {r} }G\,\mathrm {d} \xi \leq 0}
Ceci implique que :
- si {\displaystyle \Delta _{\mathrm {r} }G<0}, alors {\displaystyle \mathrm {d} \xi >0} : la réaction progresse, l'équilibre se déplace des réactifs vers les produits ;
- si {\displaystyle \Delta _{\mathrm {r} }G>0}, alors {\displaystyle \mathrm {d} \xi <0} : la réaction régresse, l'équilibre se déplace des produits vers les réactifs ;
- si {\displaystyle \Delta _{\mathrm {r} }G=0} la réaction est à l'équilibre.

L'enthalpie libre standard de réaction est liée à la constante d'équilibre {\displaystyle K} par la relation :
{\displaystyle \Delta _{\mathrm {r} }G^{\circ }=-RT\ln K}
D'autre part, puisque les potentiels chimiques réels {\displaystyle {\bar {G}}_{i}=\mu _{i}} et dans l'état standard {\displaystyle {\bar {G}}_{i}^{\circ }=\mu _{i}^{\circ }} de chaque constituant {\displaystyle i} sont liés par l'activité chimique {\displaystyle a_{i}} selon :
{\displaystyle \mu _{i}=\mu _{i}^{\circ }+RT\ln a_{i}}
et que :
{\displaystyle \Delta _{\mathrm {r} }G=\sum _{i=1}^{N}\nu _{i}{\bar {G}}_{i}=\sum _{i=1}^{N}\nu _{i}\mu _{i}}
{\displaystyle \Delta _{\mathrm {r} }G^{\circ }=\sum _{i=1}^{N}\nu _{i}{\bar {G}}_{i}^{\circ }=\sum _{i=1}^{N}\nu _{i}\mu _{i}^{\circ }}
on a la relation :
En introduisant le quotient de réaction {\displaystyle Q_{\mathrm {r} }=\prod _{i=1}^{N}{a_{i}}^{\nu _{i}}} :
{\displaystyle \sum _{i=1}^{N}\nu _{i}RT\ln a_{i}=\sum _{i=1}^{N}RT\ln \!\left({a_{i}}^{\nu _{i}}\right)=RT\ln \!\left(\prod _{i=1}^{N}{a_{i}}^{\nu _{i}}\right)=RT\ln Q_{\mathrm {r} }}
et la constante d'équilibre {\displaystyle K} :
on obtient :
Ceci implique que :
- si {\displaystyle Q_{\mathrm {r} }<K}, alors {\displaystyle \Delta _{\mathrm {r} }G<0} : la réaction progresse, l'équilibre se déplace des réactifs vers les produits ;
- si {\displaystyle Q_{\mathrm {r} }>K}, alors {\displaystyle \Delta _{\mathrm {r} }G>0} : la réaction régresse, l'équilibre se déplace des produits vers les réactifs ;
- si {\displaystyle Q_{\mathrm {r} }=K}, alors {\displaystyle \Delta _{\mathrm {r} }G=0} : la réaction est à l'équilibre.

### Chaleur de réaction
La chaleur de réaction, pour une réaction à {\displaystyle P} et {\displaystyle T} constantes, est donnée par :
{\displaystyle \mathrm {d} H=\delta Q_{P,T}=\Delta _{\mathrm {r} }H\,\mathrm {d} \xi }
{\displaystyle \Delta H=Q_{P,T}=\int _{0}^{\xi }\Delta _{\mathrm {r} }H\,\mathrm {d} \xi }
avec {\displaystyle \Delta _{\mathrm {r} }H} l'enthalpie de réaction :
- si {\displaystyle \Delta _{\mathrm {r} }H<0} la réaction est exothermique, l'équilibre se déplace des réactifs vers les produits en dégageant de la chaleur ;
- si {\displaystyle \Delta _{\mathrm {r} }H>0} la réaction est endothermique, l'équilibre se déplace des réactifs vers les produits en absorbant de la chaleur.

En supposant que le mélange réactionnel est une solution idéale, auquel cas l'enthalpie de réaction est égale à l'enthalpie standard de réaction {\displaystyle \Delta _{\mathrm {r} }H=\Delta _{\mathrm {r} }H^{\circ }}, alors la variation d'enthalpie du système réactionnel vaut :
{\displaystyle \Delta H\approx \Delta _{\mathrm {r} }H^{\circ }\xi }
L'enthalpie standard de réaction est également liée à la constante d'équilibre {\displaystyle K} d'un équilibre chimique par la relation de van 't Hoff :
{\displaystyle {\frac {\mathrm {d} \ln K}{\mathrm {d} T}}={\frac {\Delta _{\mathrm {r} }H^{\circ }}{RT^{2}}}}